# Reinhard Selten
Reinhard Selten (5. října 1930 Vratislav – 23. srpna 2016 Poznaň) byl německý matematik a ekonom.
Za přínos k teorii her mu byla v roce 1994 udělena Cena Švédské národní banky za rozvoj ekonomické vědy na památku Alfreda Nobela (známá jako Nobelova cena za ekonomii). Společně s ním ji získali i dva další ekonomové, John Forbes Nash a John Harsanyi. Od roku 1959 byl též velkým propagátorem jazyka esperanto.

## Život a kariéra
Selten se narodil ve Vratislavi v tehdy německém Dolním Slezsku (dnes Polsko) jako syn židovského otce Adolfa Seltena a protestantské matky Käthe Luther. Je dobře známý svojí prací z oblasti tzv. omezené racionality a bývá považován za jednoho ze zakladatelů experimentální ekonomie. Vynalezl příklad hry nazývané Seltenův Kůň. Své články publikoval v nerecenzovaných časopisech, údajně aby v nich nebyl nucen provádět nežádoucí změny.
Reinhardt Selten byl emeritním profesorem na univerzitě v Bonnu, Německu, a byl rovněž držitelem několika čestných doktorských titulů. Se svou manželkou se seznámil v prostředí esperantského hnutí. Byl spoluzakládajícím členem Mezinárodní akademie věd v San Marinu, která využívá esperanto jako neutrální jazyk ve vědě. Ve volbách do Evropského parlamentu roku 2009 byl kandidátem německého křídla evropské strany Evropa-Demokracie-Esperanto (v esperantu Eŭropo-Demokratio-Esperanto, zkratkou EDE).